# El Llano, San Francisco Jaltepetongo
El Llano är en ort i Mexiko.   Den ligger i kommunen San Francisco Jaltepetongo och delstaten Oaxaca, i den sydöstra delen av landet, 300 km sydost om huvudstaden Mexico City. El Llano ligger 2 106 meter över havet och antalet invånare är 172.
Terrängen runt El Llano är huvudsakligen kuperad, men åt nordost är den platt. Runt El Llano är det ganska glesbefolkat, med 24 invånare per kvadratkilometer. Närmaste större samhälle är Asunción Nochixtlán, 13,4 km norr om El Llano. Trakten runt El Llano består i huvudsak av gräsmarker.